# برونو بيتشينو
برونو بيتشينو (بالإنجليزية: Bruno Piceno)‏ هو لاعب كرة قدم أمريكي في مركز الهجوم، ولد في 7 يونيو 1991 في تيخوانا في المكسيك. لعب مع نادي تيخوانا.

## وصلات خارجية
- برونو بيتشينو على موقع قاعدة بيانات كرة القدم.إي يو (الإنجليزية)
- برونو بيتشينو على موقع Soccerway.com (الإنجليزية)
- برونو بيتشينو على موقع عالم كرة القدم.نت (الإنجليزية)